# Jens Meulengracht-Madsen
Jens Meulengracht-Madsen (født 1939, død 21. april 2007 på Bornholm) var læge og passioneret akvarist fra en alder af fem år. Han udgav en lang række bøger om akvariefisk. Han arbejdede som naturvidenskabelig journalist for Danmarks Radio og var en fremragende naturfotograf. 
I 1954 begyndte han at opdrætte sommerfugleciclider (Mikrogeophagus ramirezi), og da han var 17 år gammel, skrev han sin første artikel, "Mine ramirezi",  til Dansk Akvarieblad.
Han illustrerede sine bøger med egne fotos.
Jens Meulengracht-Madsen var også i mange år fra 1968 til midt halvfemserne en del af dommerpar som dømte med akvarieklubber og foreningers mesterskaber, og på samme måde skattet dommer ved en utal af de store akvarieudstillinger. JMM var også rundt i hele landet med sine akvarieforedrag, ledsaget af hans egne lysbilleder.
Meulengracht-Madsen medvirkede i Danmarks Radios programmer Videnskaben og vi, Den grønne Linie, Viden om (P1), Natursyn og var fra 1967 til 1987 redaktør for Danmarks Radios naturvidenskabelige spørgeprogram Lexicon sammen med Bent Jørgensen, direktør for København Zoo. Han var medstifter af Dansk Saltvands Klub og en tid klubbens formand, medlem af Dansk Cichlide Selskab og præsident for DAU (Dansk Akvarie Union).
I 1975 blev han hædret af det svenske tidsskrift Akvariets Oscar for sin indsats for Akvariehobbyen.